# Mona Steigauf
Mona Steigauf (Starnberg, Alemania, 17 de enero de 1970) es una atleta alemana retirada especializada en la prueba de pentatlón, en la que consiguió ser subcampeona mundial en pista cubierta en 1997.

## Carrera deportiva
En el Campeonato Mundial de Atletismo en Pista Cubierta de 1997 ganó la medalla de plata en la competición de pentatlón, logrando un total de 4681 puntos que fue su mejor marca personal, tras su paisana alemana Sabine Braun y por delante de la estadounidense Kym Carter (bronce).